# NGC 266
NGC 266 là một thiên hà xoắn ốc có thanh nằm trong chòm sao Song Ngư, cách Ngân Hà 197 triệu năm ánh sáng. Thiên hà này được William Herschel phát hiện vào ngày 12 tháng 9 năm 1784. NGC 266 là một thiên hà hoạt động kiểu LINER.